# (33621) Sathish
(33621) Sathish est un astéroïde de la ceinture principale.

## Description
(33621) Sathish est un astéroïde de la ceinture principale. Il fut découvert le 12 mai 1999 à Socorro (Nouveau-Mexique) par le projet LINEAR. Il présente une orbite caractérisée par un demi-grand axe de 2,28 UA, une excentricité de 0,04 et une inclinaison de 5,2° par rapport à l'écliptique.